# Otto Hegner (General)
Otto Hegner (* 25. Mai 1935 in Bad Lauterberg im Harz) ist ein Brigadegeneral außer Dienst des Heeres der Bundeswehr.

## Leben
Beförderungen
- 1957 Leutnant
- 1960 Oberleutnant
- 1965 Hauptmann
- 1968 Major
- 1971 Oberstleutnant
- 1979 Oberst
- 1991 Brigadegeneral

Hegner trat nach dem Abitur am 1. Mai 1956 beim Panzerjägerlehrbataillon in Bremen in die Bundeswehr ein, besuchte 1957 die Heeresoffizierschule II in Husum und die Panzerjägertruppenschule in Bremen, war von 1958 bis 1961 Zugführer, Offizier für Personalwesen und Militärisches Nachrichtenwesen (S 1/S 2) im Luftlandepanzerjägerbataillon 9 in Böblingen, von 1962 bis 1964 Hörsaalleiter an der Heeresoffizierschule III in München und von 1964 bis 1966 Kompaniechef im Panzerbataillon 364 in Koblenz.
Von 1966 bis 1968 absolvierte Hegner den 9. Generalstabslehrgang Heer an der Führungsakademie der Bundeswehr in Hamburg, wo er zum Offizier im Generalstabsdienst ausgebildet wurde. Anschließend wurde er stellvertretender Heeresattaché an der Deutschen Botschaft London im Vereinigten Königreich, 1971 Generalstabsoffizier für Planung, Ausbildung und Organisation (G 3) der Panzergrenadierbrigade 35 in Hammelburg, 1973 Bataillonskommandeur des Panzerbataillons 123 in Amberg und 1975 G 3 im Hauptquartier Allied Forces Central Europe der NATO in Brunssum in den Niederlanden. Von 1970 bis 1981 war er Leiter des Lehrgangs Gesamtverteidigung an der Führungsakademie der Bundeswehr in Hamburg, von 1981 bis 1985 Leiter des persönlichen Stabes des stellvertretenden Chefs des Stabes im Supreme Headquarters Allied Powers Europe der NATO in Mons in Belgien und von 1985 bis 1991 Kommandeur Verwendungslehrgänge an der Führungsakademie der Bundeswehr in Hamburg.
In seiner letzten Verwendung war Hegner ab April 1991 stellvertretender Divisionskommandeur der 2. Panzergrenadierdivision in Kassel. Mit Ablauf des März 1994 wurde er in den Ruhestand versetzt.
Hegner ist evangelisch, verheiratet und hat eine Tochter sowie zwei Söhne.

## Auszeichnungen
- Verdienstkreuz am Bande des Verdienstordens der Bundesrepublik Deutschland (1994)